# Guido Van den Bossche
Guido Van den Bossche is een personage in de VTM-televisieserie Familie. Het personage werd van 1991 tot en met 1999 gespeeld door Karel Deruwe.
Deruwe had veelvuldig ruzie met het productiehuis van de televisieserie. In 1999 werd besloten de samenwerking te beëindigen en stierf het personage Guido. In 2018 kwam Deruwe nog eenmalig terug in een dubbelaflevering om als Guido te verschijnen in een hallucinatie van een van de andere personages.

## Beschrijving
Guido was de zoon van Pierre Van den Bossche en Anna Dierckx en was getrouwd met Marie-Rose De Putter. Samen hadden zij twee kinderen: Peter en Veronique. Hij had ook een buitenechtelijke dochter: Amélie De Wulf. Hij richtte het familiebedrijf VDB Electronics op.
In aflevering 1767, uitgezonden op 13 december 1999, kwam hij gewelddadig om het leven op Malta. Een handlanger van sekteleider Salomon stak Van den Bossche dood.
In de aflevering van 5 januari 2018 werd het graf van Guido geopend, omdat Amélie De Wulf via een DNA-test wilde uitzoeken of Guido daadwerkelijk haar vader was. Zij had namelijk een relatie met Peter Van den Bossche, de zoon van Guido. Guido verscheen in een hallucinatie van Jan Van den Bossche, maar bleek wel degelijk te zijn overleden en keerde niet terug in de serie.

## Trivia
- Na het overlijden van Guido Van den Bossche in 1999 publiceerde VTM ter promotie een overlijdensbericht waarin de crematie werd aangekondigd. In de afleveringen van 2018 bleek Guido echter te zijn begraven. Ook vermeldde het graf foutief het overlijdensjaar 2000.[4]
- De eenmalige terugkeer van het personage in 2018 zorgde voor een opvallende toename in de kijkcijfers.[2]
- Er was nog een ander personage met de naam Guido Van den Bossche. Het betrof het neefje dat was vernoemd naar zijn overleden oom.[5] Deze rol werd gespeeld door meerdere acteurs, onder wie Jelle Florizoone en Vincent Banić.[6][7]